# Bilak
Bilak (románul Domnești, régebb Bileag, németül Attelsdorf, vagy Billak, erdélyi szász nyelven Attelsdref) település Romániában, Beszterce-Naszód megyében.

## Fekvése
Besztercétől 17 km-re délre, Nec, Sajónagyfalu és Szeretfalva közt fekvő település.

## Története

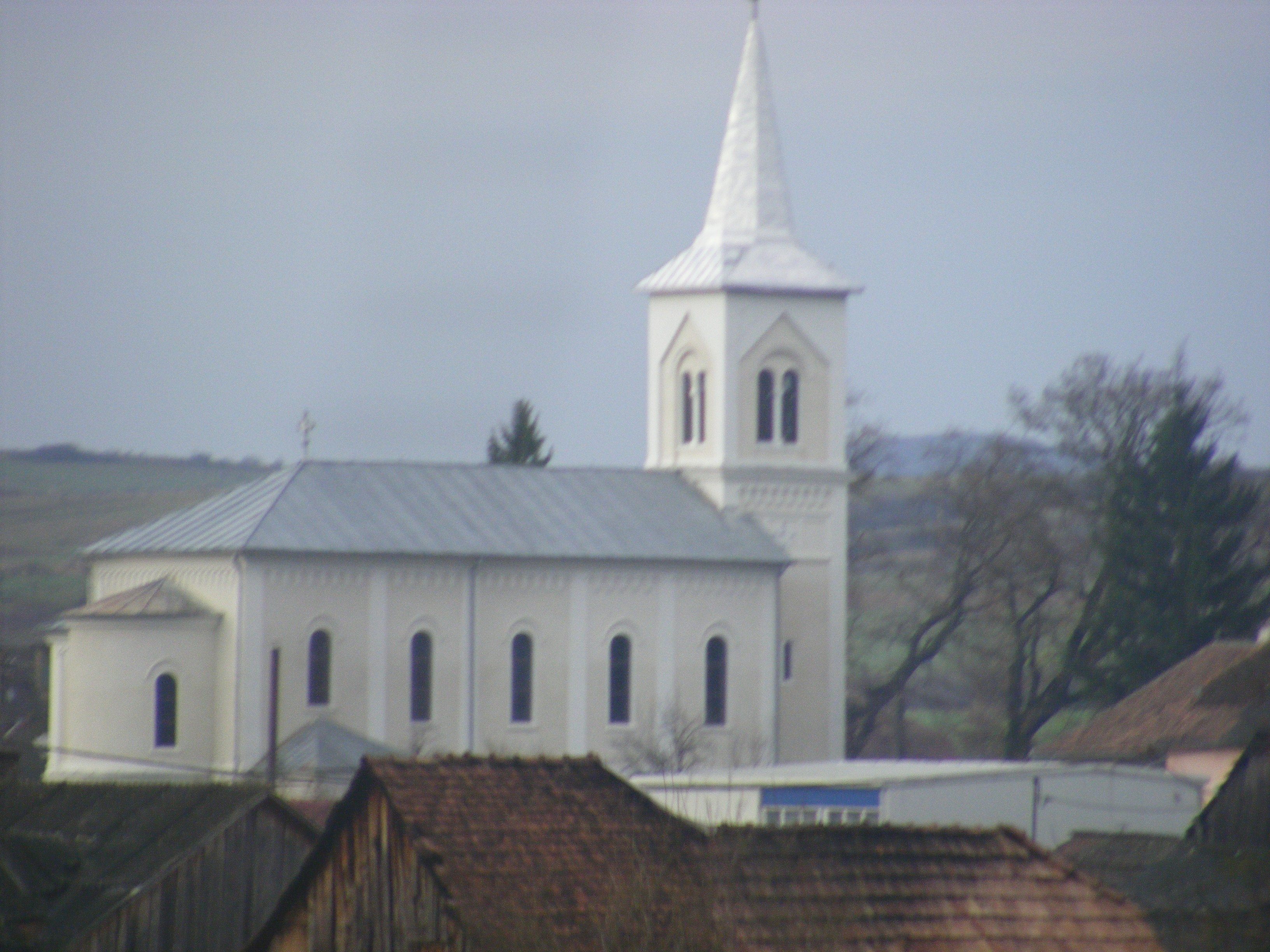
Ortodox templom

A jelenlegi falu területén, a Dák Királyság meghódítása után a rómaiak települést alapítottak Neridon néven.
Bilakot 1246-ban Bydokol néven említik először a források, de már jóval régebbi település, ugyanis egy 1246-os oklevélben IV. Béla király az erdélyi püspök kérésére kiváltságokat biztosít azok számára akik ide kívánnak telepedni, azzal indokolva, hogy a tatárjárás idején nagyon megfogyatkozott lakossága. A IV. Béla által adott kiváltságokat IV. László király is megújítja. Ezeknek ismeretében valószínű, hogy a települést az erdélyi szászok betelepítésekor, a 12. század közepén hozták létre. A középkorban a falu az Erdélyi Püspökség birtoka volt.
A falu lakossága a reformáció idején áttért a lutheránus hitre. Lutheránus temploma 1437-ben épült gótikus stílusban. 1933-ban lebontották és köveit széthordták.
A trianoni békeszerződésig Beszterce-Naszód vármegye Besenyői járásához tartozott.
A település német lakossága 1944-ben kénytelen volt elmenekülni és soha nem is térhetett vissza.

## Lakossága
1910-ben 841 lakosából 386 román, 345 német, 84 magyar és 26 egyéb nemzetiségű volt.
2002-ben 756-an lakták, ebből 660 román, 84 cigány, 8 magyar és 4 német volt.